# Carex umbellata
Carex umbellata är en halvgräsart som beskrevs av Carl Ludwig von Willdenow. Carex umbellata ingår i släktet starrar, och familjen halvgräs. Inga underarter finns listade i Catalogue of Life.